# Francesc Novellas i Roig
Francesc Novellas i Roig (Barcelona, 26 de juliol de 1874 - Barcelona, 1 d'agost de 1940) fou un químic català.
Feu algunes escultures, però va abandonar l'art i es llicencià en ciències i en química. Va ser un dels fundadors de la Institució Catalana d'Història Natural –entitat que presidí l'any 1903– i fou membre també dels Estudis Universitaris Catalans. Com a docent, va treballar de professor a la Universitat de Barcelona i a l'Escola Superior d'Agricultura. Era germà d'Antoni Novellas i Roig, amb el qual va publicar algunes obres. Va ser director de la revista La Industria Química.